# 20019 Yukiotanaka
20019 Yukiotanaka è un asteroide della fascia principale. Scoperto nel 1991, presenta un'orbita caratterizzata da un semiasse maggiore pari a 2,6751325 UA e da un'eccentricità di 0,3349437, inclinata di 2,18852° rispetto all'eclittica.